# Catéchisme politique
Les catéchismes politiques étaient des manuels élémentaires vulgarisant une doctrine politique et adoptant généralement la forme d’une succession de questions et de réponses. Ils sont le résultat d'un processus d'élémentation des savoirs et d'un transfert de pédagogie depuis les catéchèses chrétiennes vers la vulgarisation de savoirs scientifiques (obstétrique, agronomie) dans les années 1770. Ils étaient calqués sur le style des catéchismes de la religion chrétienne, qui s'organise autour d'une succession de principes faisant office de doctrine. Cet « article de foi » a pu être utilisé par des courants émergents de la fin du XVIIIe siècle avec le « Catéchisme du citoyen » de Guillaume-Joseph Saige (1775), ou du XIXe siècle, comme avec le Catéchisme politique de Blanqui, dans le but d'organiser le mouvement et de concerner le plus d'électeurs possibles. 
Ces manuels de vulgarisation politique, nommés « catéchismes », souvent composés sous la forme d’une succession de questions et de réponses, ont été largement publiés en France depuis la Révolution de 1789 jusqu'à la veille de la Première Guerre mondiale, mais aussi dans les pays européens voisins, après 1789 et jusqu'en 1848.